# Antonio Rüdiger
Antonio Rüdiger (Berlin, 1993. március 3. –) német válogatott labdarúgó, jelenleg a spanyol Real Madrid játékosa. Sahr Senesie öccse.

## Klubcsapatban

### VfB Stuttgart
2011. július 23-án bemutatkozott a harmadosztályú VfB Stuttgart II-ben az Arminia Bielefeld ellen.
2012. január 29-én bemutatkozott az élvonalban a VfB Stuttgart–Borussia Mönchengladbach meccsen. AZ Európa-ligában október 4-én a Molde FK ellen debütált.
2013. április 19-én 2017. júniusáig szerződést hosszabbított. Első gólját a Stuttgart színében 2013. szeptember 1-én az Hoffenheim 6–2-es hazai legyőzésekor lőtte.

### Roma
2015. augusztus 19-én az AS Roma csapatához ment kölcsönbe 4 millió euróért.Egy évvel később a kölcsön lejárta után 9 millió euróért véglegesen is leszerződött.
2015. szeptember 12-én mutatkozott be a 2-0-ra megnyert Frosinone elleni meccsen. 2016. január 9-én szerezte meg első gólját a 4. percben egy 1-1-re végződő Milan elleni találkozón. Az első szezonját 37 pályáralépéssel és 2 góllal zárta. 2016. május 30-án a Roma hivatalosan is leigázolta Rüdigert bónuszokkal együtt 9,5 millió euróért 4 éves szerződéssel.
Rüdiger a második szezonját 35 meccsen 4 gólpasszal zárta.

### Chelsea
2017. július 9-én 29 millió euróért a Chelsea csapatához írt alá 5 évre.
2017. augusztus 6-án mutatkozott be a 2017-es FA Community Shield-en csereként beállva. A meccset bűntetőkben 4-1-re nyerte az Arsenal. 6 nappal később a Premier League-ben is bemutatkozott ahol a Burnley csapata nyert 3-2-re. Az első gólját az Everton ellen szerezte az EFL Cup nyolcaddöntőjében. Az első Premier League gólját a Swansea ellen 2017. november 29-én szerezte.
2020. február 1-én lépett pályára a 100. alkalommal a Chelsea színeiben ahol a Manchester United elleni 2-2-es találkozón mindkét gólt ő szerezte.
Rüdiger 2021. május 29-én megnyerte a Bajnokok Ligáját miután a Chelsea 1-0-ra nyert a döntőben a Manchester City ellen az Estádio do Dragão-ban.

## Statisztikák
2025. január. 19 szerint
| Klub teljesítmény | Klub teljesítmény | Klub teljesítmény | Bajnokság | Bajnokság | Kupa         | Kupa         | Ligakupa      | Ligakupa      | Nemzetközi | Nemzetközi | Egyéb | Egyéb | Összesen | Összesen |
| Szezon            | Klub              | Bajnokság         | Mérk.     | Gólok     | Mérk.        | Gólok        | Mérk.         | Gólok         | Mérk.      | Gólok      | Mérk. | Gólok | Mérk.    | Gólok    |
| Németország       | Németország       | Németország       | Bajnokság | Bajnokság | DFB-Pokal    | DFB-Pokal    | DFB-Ligapokal | DFB-Ligapokal | UEFA       | UEFA       | Egyéb | Egyéb | Összesen | Összesen |
| ----------------- | ----------------- | ----------------- | --------- | --------- | ------------ | ------------ | ------------- | ------------- | ---------- | ---------- | ----- | ----- | -------- | -------- |
| 2011–2012         | VfB Stuttgart II  | 3. Liga           | 17        | 1         | —            | —            | —             | —             | —          | —          | —     | —     | 17       | 1        |
| 2012–2013         | VfB Stuttgart II  | 3. Liga           | 4         | 2         | —            | —            | —             | —             | —          | —          | —     | —     | 4        | 2        |
| 2013–2014         | VfB Stuttgart II  | 3. Liga           | 1         | 0         | —            | —            | —             | —             | —          | —          | —     | —     | 1        | 0        |
| 2011–2012         | VfB Stuttgart     | Bundesliga        | 1         | 0         | 0            | 0            | —             | —             | —          | —          | —     | —     | 1        | 0        |
| 2012–2013         | VfB Stuttgart     | Bundesliga        | 16        | 0         | 4            | 0            | —             | —             | 4          | 0          | —     | —     | 24       | 0        |
| 2013–2014         | VfB Stuttgart     | Bundesliga        | 30        | 2         | 1            | 0            | —             | —             | 4          | 0          | —     | —     | 35       | 2        |
| 2014–2015         | VfB Stuttgart     | Bundesliga        | 19        | 0         | 1            | 0            | —             | —             | —          | —          | —     | —     | 20       | 0        |
| Olaszország       | Olaszország       | Olaszország       | Bajnokság | Bajnokság | Coppa Italia | Coppa Italia | Ligakupa      | Ligakupa      | UEFA       | UEFA       | Egyéb | Egyéb | Összesen | Összesen |
| 2015–2016         | Roma              | Serie A           | 30        | 2         | 1            | 0            | —             | —             | 6          | 0          | —     | —     | 37       | 2        |
| 2016–2017         | Roma              | Serie A           | 26        | 0         | 4            | 0            | —             | —             | 5          | 0          | —     | —     | 35       | 0        |
| Anglia            | Anglia            | Anglia            | Bajnokság | Bajnokság | FA-kupa      | FA-kupa      | Carabao Cup   | Carabao Cup   | UEFA       | UEFA       | Egyéb | Egyéb | Összesen | Összesen |
| 2017–2018         | Chelsea           | Premier League    | 27        | 2         | 6            | 0            | 5             | 1             | 6          | 0          | 1     | 0     | 45       | 3        |
| 2018–2019         | Chelsea           | Premier League    | 33        | 1         | 2            | 0            | 4             | 0             | 4          | 0          | 1     | 0     | 44       | 1        |
| 2019–20           | Chelsea           | Premier League    | 20        | 2         | 4            | 0            | 0             | 0             | 0          | 0          | 0     | 26    | 2        |          |
| 2020–21           | Chelsea           | Premier League    | 19        | 1         | 4            | 0            | 0             | 0             | 11         | 0          | —     | —     | 34       | 1        |
| 2021–22           | Chelsea           | Premier League    | 34        | 3         | 5            | 0            | 3             | 1             | 9          | 1          | 3     | 0     | 54       | 5        |
| Spanyolország     | Spanyolország     | Spanyolország     | Bajnokság | Bajnokság | Spanyol kupa | Spanyol kupa |               |               | UEFA       | UEFA       | Egyéb | Egyéb | Összesen | Összesen |
| 2022–23           | Real Madrid       | La Liga           | 33        | 1         | 5            | 0            | —             | —             | 10         | 1          | 5     | 0     | 53       | 2        |
| 2023-24           | Real Madrid       | La Liga           | 33        | 1         | 1            | 0            | —             | —             | 12         | 0          | 2     | 1     | 48       | 2        |
| Teljes karrier    | Teljes karrier    | Teljes karrier    | 343       | 18        | 38           | 0            | 12            | 2             | 73         | 2          | 12    | 1     | 478      | 23       |

1. ↑  Magában foglalja az Európa-ligában való pályára lépéseket.
2. ↑  Magában foglalja az Európa-ligában és az UEFA-bajnokok ligájában való pályára lépéseket.
3. ↑  Magában foglalja az Európa-ligában és az UEFA-bajnokok ligájában való pályára lépéseket.
4. ↑  Magában foglalja az FA Community Shieldben való pályára lépéseket.
5. 1 2 3  Magában foglalja a UEFA-bajnokok ligájában való pályára lépéseket.
6. ↑  Egy pályára lépése az UEFA-szuperkupán, két pályára lépése a FIFA-klubvilágbajnokságon.
7. ↑  Magában foglalja az Spanyol szuperkupán való pályára lépéseket.
8. ↑  Pályára lépése az UEFA-szuperkupán.

### Válogatott
2022. szeptember 23-i állapotnak megfelelően.
| Németország | Németország     | Németország |
| Év          | Pályára lépések | Gólok       |
| ----------- | --------------- | ----------- |
| 2014        | 3               | 0           |
| 2015        | 2               | 0           |
| 2016        | 6               | 0           |
| 2017        | 11              | 1           |
| 2018        | 7               | 0           |
| 2019        | 1               | 0           |
| 2020        | 7               | 0           |
| 2021        | 12              | 1           |
| 2022        | 8               | 0           |
| 2023        | 9               | 1           |
| 2024        | 11              | 0           |
| összesen    | 77              | 3           |

### Válogatott góljai
2017. október 8-án frissítve.
| #  | Dátum               | Helyszín                                                         | Ellenfél     | Gólja | Végeredmény | Kiírás               |
| -- | ------------------- | ---------------------------------------------------------------- | ------------ | ----- | ----------- | -------------------- |
| 1. | 2017. október 8.    | Fritz Walter Stadion, Kaiserslautern, Németország                | Azerbajdzsán | 4–1   | 5–1         | 2018-as vb-selejtező |
| 2. | 2021. szeptember 8. | Laugardalsvöllur, Reykjavík, Izland                              | Izland       | 2–0   | 4–0         | 2022-es vb-selejtező |
| 3. | 2023. október 17.   | Lincoln Financial Field, Philadelphia, Amerikai Egyesült Államok | Mexikó       | 1-0   | 2-2         | Barátságos mérkőzés  |

## Válogatottban
Rüdiger több német ifjúsági válogatottnak is tagja volt. 2012 óta képviseli az U21-es válogatottat.
A felnőtt válogatottban 2014. május 13-án, a Lengyelország elleni gól nélküli meccsen mutatkozott be.
Azzal, hogy 2014. október 11-é tétmeccsen, a 2016-os Eb-selejtezősorozatban Lengyelország ellen bemutatkozott a felnőtt válogatottban, a FIFA rendelkezése értelmében elvesztette azt a jogát, hogy később játszhasson Sierra Leone válogatottjában. 2024. június 7-én bekerült Julian Nagelsmann szövetségi kapitány 26 fős keretébe, amely a 2024-es labdarúgó-Európa-bajnokságon részt vett.

## Magánélete
Rüdiger édesapja, Matthias Rüdiger német, édesanyja, Lily Sierra Leone-i származású.

## Sikerei, díjai

### Klub
- Chelsea FC
  - Angol kupa: 2017–18
  - Európa-liga: 2018–19
  - UEFA-bajnokok ligája: 2020–21
  - UEFA-szuperkupa: 2021
  - FIFA-klubvilágbajnokság: 2021

- Real Madrid CF
  - Spanyol bajnok: 2023–24
  - Spanyol kupa: 2022–23
  - Spanyol szuperkupa: 2023–24
  - UEFA-bajnokok ligája: 2023-24
  - UEFA-szuperkupa: 2022, 2024
  - FIFA-klubvilágbajnokság: 2022
  - FIFA Interkontinentális Kupa: 2024

### Válogatott
- Németország
  - Konföderációs kupa: 2017

### Egyéni
- Fritz Walter-medál U19 arany: 2012
- UEFA Bajnokok ligája: A szezon csapata: 2021-22, 2023-24
- La Liga: A szezon csapata: 2023-24
- The Best FIFA Men's 11: 2024

## Fordítás
Ez a szócikk részben vagy egészben  az   Antonio Rüdiger című angol Wikipédia-szócikk ezen változatának fordításán alapul.  Az eredeti cikk szerkesztőit annak laptörténete sorolja fel. Ez a jelzés csupán a megfogalmazás eredetét és a szerzői jogokat jelzi, nem szolgál a cikkben szereplő információk forrásmegjelöléseként.